# Appalachian Mountain Club
L’Appalachian Mountain Club (AMC) est un club américain de randonnée pédestre, d'alpinisme et d'autres activités extérieures.
Créé en 1876 pour explorer et de préserver les montagnes Blanches du New Hampshire, il s'est élargi au Nord-Est des États-Unis, avec 12 sections qui s'étend des États du Maine à Washington.
L'AMC comptait en 2005 90 000 membres.